# 贝克茉秋
贝克茉秋（日语：／ Baker Mashu，1994年9月25日—）来自东京都千代田区，是一名日本男子柔道运动员。他的父亲是美国人，母亲是日本人。贝克茉秋年幼时，父母离婚，他由母亲抚养长大。原本他练习的是钢琴，但由于姿势不好，钢琴教师建议他去练柔道，他当时的住处距离柔道馆不远，他便在那里开始练习柔道。